# Abedalá Algazuani

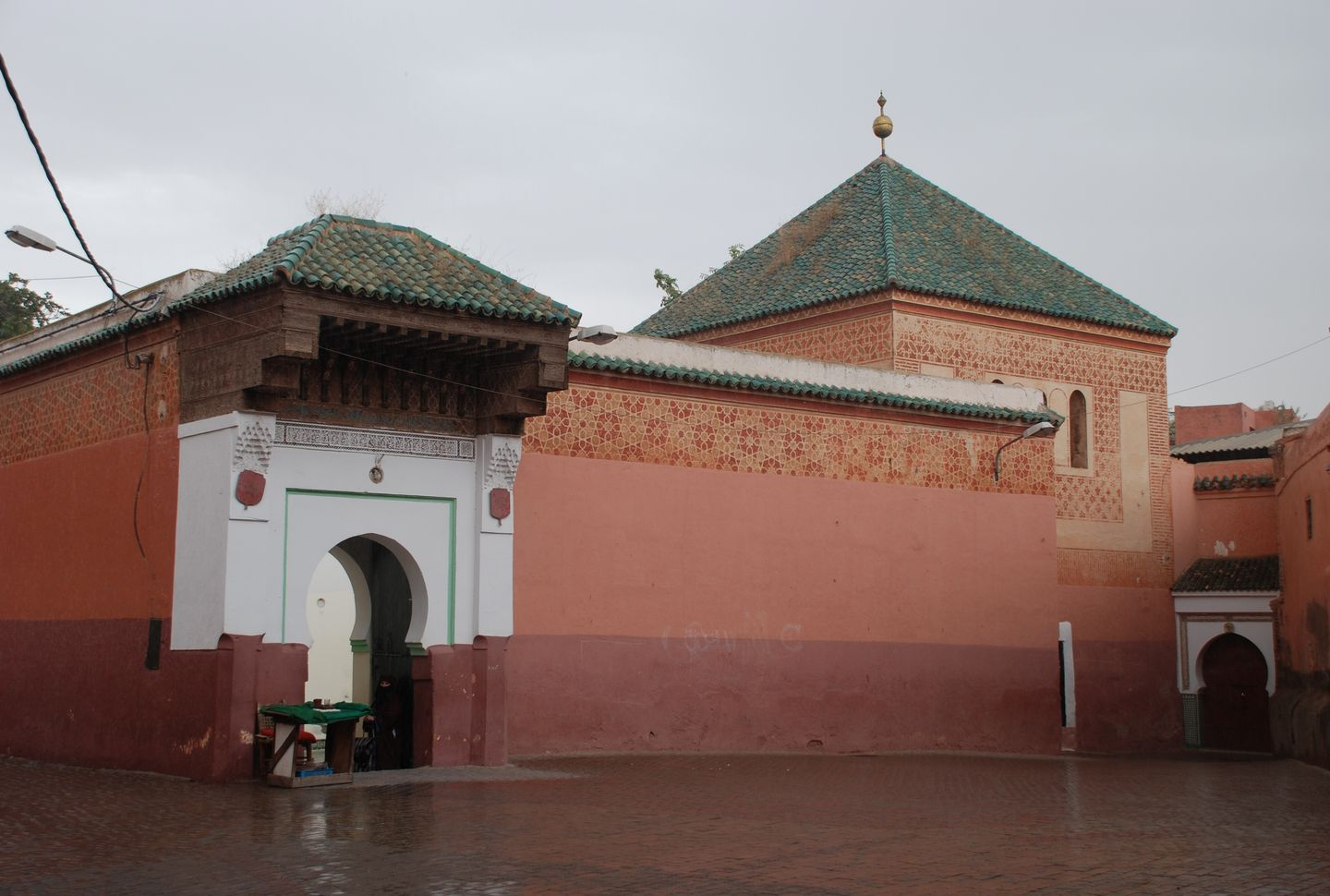
Mausoléu de Algazuani, em Marraquexe

Abu Maomé Abedalá Algazuani (Abu Mohammed Abdallah al-Ghazwani; em francês: al-Ghazouani) e conhecido popularmente como Moul El Ksour (m. 1529) foi um santo muçulmano sufista de Marrocos, na tradição de Aljazuli e Alboácem Axadili. Foi o sucessor de Abdalazize Ataba. Cerca de duzentos anos após a sua morte tornou-se um dos Sabatu Rijal ("Sete Santos de Marraquexe"), uma instituição fundada por Iussi sob o impulso do sultão alauita Mulei Ismail (r. 1672–1727). Abedalá Algazuani escreveu sobre a ideia da tariqa (ordem religiosa muçulmana) Moamadia e combinou as ideias de Ibn Arabi e Aljili da absorção de santos (ou aniquilação) na essência muçulmana (dhat) enfatizando a necessidade do envolvimento na sociedade do santo (místico). Algazuani era também conhecido pela sua perícia em escavar poços e construir canais. O seu mausoléu encontra-se em Marraquexe.